# Olpium vanharteni
Olpium vanharteni är en spindeldjursart som beskrevs av Volker Mahnert 2007. Olpium vanharteni ingår i släktet Olpium och familjen Olpiidae. Inga underarter finns listade i Catalogue of Life.